# Gare du Meux - La Croix-Saint-Ouen
Gare du Meux - La Croix-Saint-Ouen vasútállomás Franciaországban, Le Meux településen.

## Vasútvonalak
Az állomást az alábbi vasútvonalak érintik:
- Creil–Jeumont-vasútvonal

## Kapcsolódó állomások
A vasútállomáshoz az alábbi állomások vannak a legközelebb:
- Gare de Longueil-Sainte-Marie
- Gare de Jaux